# هوغو كرابي
هوغو كرابي (3 فبراير 1857 - 4 فبراير 1936) كان فيلسوفًا قانونيًا هولنديًا وكاتبًا حول القانون الدولي العام. واشتهر بإسهاماته حول نظرية السيادة والدولة، ويعتبر سلفًا لهانس كيلسن. ومثل كيلسن عرّف كرابي الدولة والقانون، وجادل بأن قانون الدولة والقانون الدولي هما جزءان من نظام معياري واحد. ولكن خلافًا لكيلسن فقد اعتبر الهوية بين الدولة والقانون كنتيجة لعملية تطورية.
أكد كرابي أن القوة الملزمة للقانون تقوم على «الوعي القانوني» للبشرية: شعور معياري متأصل في علم النفس البشري. ويعبر عمله عن المثل العليا التقدمية للعالمية الليبرالية بين الحربين، وأثارت فكرته حول «سيادة القانون» الكثير من الجدل في الدراسات القانونية في ذلك الوقت.

## حياته
وُلِد هوغو في ليدن، وهو ابن القس كريستيان كرابي من الكنيسة المصلحة الهولندية، ووالدته ماريا أدريانا ماتشتيلد شولتن، التحق هوغو كرابي بمدرسة ستيديليك الداخلية في ليدن، حيث حصل على شهادته في عام 1874، وذهب لدراسة القانون والعلوم السياسية في جامعة ليدن.
أثناء وجوده في الكلية بدأ العمل ككاتب في الإدارة. وفي 2 يوليو عام 1883 حصل على الدكتوراه في القانون عن أطروحة (خدمة الدولة المدنية في هولندا). وجرى تعيين كرابي لاحقًا ككاتب قانوني (غريفير) في المحاكم الإقليمية في خلدرلند (كنائب مفوض) وشمال هولندا (كرئيس مفوض). وفي عام 1888 أصبح رئيس المفوضين في وزارة الداخلية. وتحت إشراف الوزير تاك فان بورتفليت (من الليبراليين التقدميين) لعب دورًا مهمًا في صياغة اقتراح لإصلاح النظام الانتخابي والذي، لو جرت الموافقة عليه، كان سيعطي حق التصويت لجميع المواطنين الذكور الذين يجيدون القراءة والكتابة والذين يعتمدون على أنفسهم. ومن خلال وساطة تاك فان بورتفليت جزئيًا جرى تعيين كرابي أستاذًا للقانون الدستوري والإداري في جامعة خرونينغن في عام 1894، حيث خلف جاك أوبنهايم الذي انتقل إلى جامعة ليدن. وقد قبل الأستاذية بخطاب افتتاحي في 2 فبراير عام 1894 حول (مكتب الدولة). وحين جرى تعيين أوبنهايم في مجلس الدولة، انضم كرابي إلى جامعة ليدن خلفًا له. وفي 4 مارس عام 1908 قبل منصب أستاذ القانون الدستوري والإداري بخطاب افتتاحي حول (فكرة الشخصية في نظرية الدولة).
بقي كرابي في جامعة ليدن يدرس القانون الدولي والقانون العام لبقية حياته المهنية. وفي 1923-1924 شغل منصب رئيس الجامعة. ثم تقاعد في عام 1927 بإلقاء محاضرة وداع حول موضوعه الرئيسي (الدولة والقانون): «جوهر القانون الدستوري، الذي قمت بتدريسه لمدة 33 عامًا». وبعد ثلاث سنوات من استقالته من منصب الأستاذ، نشر كتابه (عرض نقدي لنظرية الدولة) ولكنه سرعان ما تقاعد كرئيس (لجمعية فلسفة القانون)، والتي تأسست في عام 1919 بمبادرة منه جزئيًا.
كان كرابي مدرسًا لرويلوف كرانينبورغ (1880-1956) وهو محامٍ دستوري مهم وسياسي، ويقال إن عمله قد أثر على المحامين الدستوريين والسياسيين الآخرين مثل إرنست فان راالت (1892-1975)، وفريدريك جوهان ألبرت هوارت (1896-1935)، وإيفو سامكالدين (1912-1995) ويوهان جوزيف بواسون. ويعتبر عالم الاقتصاد الهولندي غيسبيرت فاير جان بروينز أحد طلاب الدكتوراه البارزين لكرابي.

## تعاليمه

### المواضيع الرئيسية
قبل وقت قصير من بدء الحرب العالمية الأولى طور كرابي نظرية القانون والدولة التي كان من المقرر أن تثير الكثير من الجدل في فترة ما بين الحربين. ويمكن تلخيص بعض أفكارها الرئيسية على النحو التالي:
- الدولة مطابقة لنظامها القانوني، وسلطة الدولة ليست سوى القوة الملزمة لقانونها.[22] ويجب استبدال مفهوم سيادة الدولة، الذي كان محوريًا في العقيدة الوضعية القانونية في ذلك الوقت، بمفهوم «سيادة القانون» (rechtssouvereiniteit)، الذي يعبر بشكل أفضل عن الطبيعة الموضوعية وغير الشخصية للسلطة في الدولة الحديثة.[18][23][21]
- تأسيس المعيارية القانونية وفق «الوعي القانوني» أو «الضمير القانوني»[22][24][25][26] (rechtsbewustzijn، والتي تُرجمت أيضًا «الشعور بالحق»[27])، وهو أمر مشترك بين جميع البشر. والوعي القانوني هو شعور معياري متأصل في علم النفس البشري، والذي يفسر ويبرر الطبيعة الملزمة للقانون. يوفر الوعي القانوني أيضًا ارتباطًا بين المعيارية القانونية والمبدأ الديمقراطي: باعتباره «إجماعًا اجتماعيًا على الصلاحية القانونية لبعض المقترحات»، فإنه يستحضر «القوة التحررية لإرادة الشعب ومؤسسات الحكومة الشعبية».[28]
- لا يقتصر الضمير القانوني على قانون الدولة. والقانون الدولي، مثله مثل أي قانون آخر، هو نتاج الوعي القانوني العام؛ وبالتالي لا يمكن التمييز بين قانون الدولة والقانون الدولي بشكل صارم ومعارضة أحدهما للآخر: فصلاحية كل منهما تعتمد في النهاية على نفس الأساس، وهو الضمير القانوني.[18][23][29][30]
- القانون الدولي ليس بالضرورة قانونًا مشتركًا بين الدول ويمكن أن يفرض التزاماته مباشرة على الأفراد.[22] لا يوجد «تكييف» أو «تحويل» للقانون الدولي إلى قانون دولة. والقانون الدولي هو في الواقع «تسمية خاطئة» لأنه «سيكون من الأفضل التحدث عن قانون فوق وطني، لأن هذا يعبر عن فكرة أننا نتعامل مع قانون ينظم مجتمعًا من البشر يضم دولًا عديدة والذي يمتلك (أ) صلاحية أعلى بالمقابل من تلك المرتبطة بالقانون الوطني».[31] ووفقًا لكرابي بالتالي يجب اعتبار القانون الدولي نظامًا قانونيًا يتجاوز السلطة الوطنية يقوم على وعي قانوني عالمي. [26]
- إن مطالبة دولة ما بتنظيم حياتها الجماعية وفقًا لمعاييرها القانونية الخاصة بها مشروطة بقيم ومصالح المجتمع الدولي،[32] وهي في النهاية لا بد أن تتلاشى مع تحرك المنظمة السياسية ببطء ولكن بشكل محتم نحو حكومة عالمية.[33]

### الخلفية النظرية والمعيارية
في زمن كرابي تأثر مذهب القانون العام الهولندي بشدة بالوضعية القانونية، والتي كانت إما مستمدة من الفقه القضائي التحليلي الإنجليزي لجون أوستين، وويستل دبليو ويلوبي وآخرين، أو من الألمانية Staatsrechtslehre لكارل فريدريك فون جيربر، وبول لاباند، ورودولف فون جيرينغ، وجورج يلينك. ويشترك هذان المساران في الفقه القضائي في فكرة أن الأساس النهائي للقانون يكمن في إرادة صاحب السيادة و / أو في إرادة الدولة. وقد رفض كرابي هذه الفكرة ووضع مفهوم الوعي القانوني للإنسانية على أساس المعيارية القانونية. تحت تأثير النظريات النفسية لجيراردوس هيمانز، الذي كان صديقًا شخصيًا له وساعده في ترجمة أعماله إلى الألمانية، طور كرابي فقهًا طبيعيًا بمفهوم القانون القائم على أسس نفسية واجتماعية. وكان قريبًا نسبيًا من أوتو فون جيرك، وهوغو بريوس، وليون دوغيت، وجورج سيل، وليون ميشود، ويُظهر عمل كرابي توجهًا معياريًا قويًا وتأكيدًا على المثل العليا التقدمية والعالمية، ما يجعلها نموذجًا لنظرية الحق الطبيعي المستوحاة من الناحية النفسية:
على هذه القوة العقلية الطبيعية [rechtsbewustzijn] تقع صلاحية كل قانون. لا توجد مصادر للقانون كما تعلمنا الكتب المدرسية. لا يوجد سوى مصدر واحد للقانون، وهو الشعور أو الإحساس بالحق الذي يكمن في الإنسان وله مكان في حياته الواعية، مثل جميع الاتجاهات الأخرى التي تؤدي إلى أحكام القيمة. بناءً على ذلك يقوم كل قانون، سواء كان قانونًا وضعيًا أو قانونًا عرفيًا أو قانونًا غير مكتوب بشكل عام. التشريع الذي لا يقوم على هذا الأساس ليس قانونًا؛ ويفتقر إلى الصلاحية رغم طاعته طوعًا أو قسرًا.